# الکساندر گونیاشف
الکساندر گونیاشف (روسی: Александр Николаевич Гуняшев؛ زادهٔ ۲۲ دسامبر ۱۹۵۹) وزنه‌بردار اهل روسیه بود.
وی در مسابقات کشوری و بین‌المللی در مجموع برندهٔ ۱ مدال طلا، ۱ مدال نقره شده‌است.